# San Ignacio (ö)
Isla San Ignacio är en ö i Mexiko. Den ligger i bukten Bahía Navachiste och tillhör kommunen Guasave i delstaten Sinaloa, i den västra delen av landet. Arean är 36 kvadratkilometer.